# 静岡県自動車学校
|                    | |
| 建学の 精神        | 技術者の育成をもって地域社会に貢献する |
| 教習所認可（公認） | 1940年 |
| 学校種別           | 私立 |
| 設置者             | 学校法人静岡自動車学園 |
| 理事長             | 平井 一史 |
| 学校長             | 田形 卓也 |
| 所在地             | 〒410-0302 静岡県静岡市葵区宮前町71-1 |
| 取扱車種 （教習）  | 普通自動車（MT/AT）（一種/二種） 自動二輪車（MT/AT/大型/普通/小型） 準中型自動車 中型自動車（一種/二種） 大型自動車（一種/二種） けん引 大型特殊 ペーパードライバー教習 |
| 取扱講習           | 高齢者講習 初心者講習 取消処分者講習 取得時講習 |
| ウェブ サイト      | 静岡県自動車学校Webサイト |

静岡県自動車学校（しずおかけんじどうしゃがっこう、英称、SHIZUOKA-KEN DRIVING SCHOOL）の母体は、静岡県内で2つの専門学校静岡工科自動車大学校、浜松工科自動車大学校と4つの自動車学校（自動車教習所） 静岡県自動車学校（静岡校・浜松校・沼津校・松崎校）を運営する学校法人静岡自動車学園であり、静岡県自動車学校とは学園が運営している自動車学校（自動車教習所）の総称および同静岡校を指す。
静岡校のある静岡県静岡市葵区宮前町は静岡工科自動車大学校のほか、静岡産業技術専門学校、東海大学短期大学部などがある文京地区であり、静岡鉄道柚木駅のほか、JR東海道線東静岡駅からも徒歩で通える立地にある。
グループ校は静岡校のほか、浜松校、沼津校、松崎校があり、県西部から東部、伊豆地方まで広く分布し、県内では略して「県自」などの愛称で親しまれている教習所である。
静岡県自動車学校の母体は学校法人静岡自動車学園。以前は高校や専門学校を運営する現在の静岡理工科大学グループと同一法人であったが、理工科大学設立にあたり法人分割を行い、現在はそれぞれ独立した運営形態となった。なお法人分割後の静岡自動車学園（自動車教育関連部門）の傘下には自動車整備学校の静岡工科自動車大学校と浜松工科自動車大学校もあり、「自動車教育」のほとんどを網羅している全国的にも数校しかない学校のひとつである。
全国的にも歴史の長い学校で、現行の道路交通法施行以前の1940年（昭和15年）設立から現在に至る。世界で初めて補助ブレーキを考案し実用化、のちに世界中に普及した発明をした教習所。運転免許を取得する際、入所してから教習を始める前に実施する警察庁方式運転適性検査（K-2）の開発も行った。また全国で初めて教習のコンピュータ管理を実現した。最近まで静岡県警察の運転免許試験場として活用されており、公共の施設と思う人も多い。
また最近では普通二種（タクシーなどで利用する免許）教習が可能な教習所として全国で最初に指定され、指導レベルの高さが評判の教習所でもある。

## 所在地
- 静岡県静岡市葵区宮前町71-1

## アクセス
- JR東海道線東静岡駅、静岡鉄道柚木駅から徒歩約10分

## 取扱車種
- 普通自動車(MT/AT)
- 中型自動車（松崎校を除く）
- 大型自動車（静岡校・沼津校）
- 普通自動二輪車（MT/AT/小型限定）
- 大型自動二輪(MT/AT)
- 大型特殊自動車（松崎校を除く）
- けん引（静岡校・沼津校）
- 普通二種免許(MT/AT)（松崎校を除く）
- 中型二種免許（静岡校・沼津校）
- 大型二種免許（静岡校・沼津校）

- ペーパードライバー教習
  - 普通自動車(MT/AT)
  - 中型自動車
  - 大型自動車
  - 普通自動二輪車（MT/AT/小型限定）
  - 大型自動二輪(MT/AT)
  - 大型特殊自動車
  - けん引

## 取扱講習
- 初心運転者講習
- 取得時講習
- 高齢者講習
- 取消処分者講習